# Atlantis 2000
Atlantis 2000 foi uma banda alemã fundada em 1991 na cidade de Munique pelo produtor musical Alfons Weindorf e pelo compositor Helmut Frey, com o objetivo de concorrer à Ein Lied für Rom, de onde saiu vencedora. O grupo era composto por Alfons Weindorf, Helmut Frey, Jutta Neidhardt, Eberhard Wilhelm, Klaus Pröpper e Clemens Weindorf.